# واد خیر
واد خیر (به عربی: واد الخير) یک شهرداری در الجزایر است که در ناحیه عین تادلس واقع شده‌است. واد خیر ۷۰ کیلومتر مربع مساحت و ۱۷٬۳۵۹ نفر جمعیت دارد.